# Krystyna Dąbrowska
|  | Aquest article tracta sobre l'artista. Si cerqueu la jugadora d'escacs, vegeu «Krystyna Dąbrowska (escaquista)». |

Krystyna Dąbrowska (25 de novembre de 1906 - 1 de setembre de 1944) va ser una escultora i pintora polonesa. Va estudiar a Poznań (1925-1930), Varsòvia (1933-1935, en l'estudi de Tadeusz Breyer) i a Roma (1935-1938). Membre de l'Organització Polonesa d'Artistes - "El Capitoli". Durant de Segona Guerra Mundial va ser membre de l'Armia Krajowa. Va morir durant l'Alçament de Varsòvia.